# تحلل حراري للإستر
التحلل الحراري للإستر (بالإنجليزية: Ester pyrolysis )‏ في الكيمياء العضوية عبارة عن تفاعل تحلل حراري يحدث في الفراغ «تحت ضغط منخفض» والذي يتم فيه تحويل الإسترات المحتوية على ذرة هيدروجين في الموضع بيتا إلى الحمض الكربوكسيلي المقابل والألكين . التفاعل عبارة عن تفاعل حذف داخلي Ei .
وتتمثل الأمثلة على هذا التفاعل في تخليق حمض الأكريليك من أكريلات الأيثيل عند درجة حرارة 590 ° م  ، وتخليق (4,1– بنتادايين) من (5,1 – بنتان ثنائي الكحول ثنائي الخلات) عند درجة حرارة 575 ° م  أو تكوين هيكل البيوتين حلقي عند درجة حرارة 700 ° م .
يعتبر التحلل الحراري للإسترات هو تفاعل حذف من على نفس الجانب للرابطة كربون-كربون (syn elimination)